# Епархия Александрии (Коптская католическая церковь)
Епархия Александрии (лат. Eparchia Alexandrina Coptorum) — епархия Коптской католической церкви с центром в городе Александрия, Египет. Епархия Александрии является собственной епархией патриарха Коптской католической церкви. Кафедральным собором епархии Александрии является Собор Пресвятой Девы Марии Египетской в городе Александрии.

## История
26 ноября 1895 года Римский папа Лев XIII издал бреве Christi Domini, которым учредил епархию Александрии Коптской католической церкви.
17 декабря 1982 года и 21 марта 2003 года епархия Александрии передала часть своей территории для возведения новых епархий Исмаилии и Гизы.

## Ординарии епархии
- Епископ Cyrillus Macaire (19.06.1899 — 1909);
- епископ Marco II Khouzam (10.08.1947 — 2.02.1958);
- кардинал Стефанос I Сидарусс (10.05.1958 — 24.05.1986);
- кардинал Стефанос II Гаттас (9.06.1986 — 27.03.2006);
- кардинал Антоний Нагиб (30.03.2006 — по настоящее время).

## Источник
- Annuario Pontificio, Libreria Editrice Vaticana, Città del Vaticano, 2003, ISBN 88-209-7422-3